# Чемпіонат світу з хокею із шайбою 2022 (дивізіон IV)
Чемпіонат світу з хокею із шайбою 2022 — чемпіонат світу з хокею із шайбою, який пройшов у Киргизстані.
Турнір відбувся 3 – 8 березня 2022 року в Бішкеку.
Попередні два роки турніри не проводили через пандемію COVID-19.
Киргизстан забезпечив собі перше місце і потрапив до третього дивізіону.
З метою збалансувати кількість збірних у групах ІІХФ ухвалила рішення після турніру підвищити збірні Ірану, Сингапуру та Малайзії до третього дивізіону.

## Учасники
| Збірна     | Результати 2019 року                                |
| ---------- | --------------------------------------------------- |
| Кувейт     | 5-е місце у Дивізіоні ІІІ (кваліфікація).           |
| Киргизстан | Господар, 6-е місце у Дивізіоні ІІІ (кваліфікація). |
| Малайзія   | Дебютант.                                           |
| Філіппіни  | Відмова.                                            |
| Сінгапур   | Дебютант.                                           |
| Іран       | Дебютант.                                           |

## Підсумкова таблиця
| Поз | Команда           | М | В | ВО | ПО | П | ГЗ | ГП | Різ | О  | Підвищення          |
| --- | ----------------- | - | - | -- | -- | - | -- | -- | --- | -- | ------------------- |
| 1   | Киргизстан (H, P) | 4 | 4 | 0  | 0  | 0 | 64 | 2  | +62 | 12 | Дивізіон III B 2023 |
| 2   | Іран (P)          | 4 | 3 | 0  | 0  | 1 | 22 | 20 | +2  | 9  | Дивізіон III B 2023 |
| 3   | Сінгапур (P)      | 4 | 2 | 0  | 0  | 2 | 14 | 22 | −8  | 6  | Дивізіон III B 2023 |
| 4   | Малайзія (P)      | 4 | 1 | 0  | 0  | 3 | 11 | 39 | −28 | 3  | Дивізіон III B 2023 |
| 5   | Кувейт            | 4 | 0 | 0  | 0  | 4 | 4  | 32 | −28 | 0  |                     |
| 6   | Філіппіни         | 0 | 0 | 0  | 0  | 0 | 0  | 0  | 0   | 0  | Відмова             |

1. ↑  Філіппіни відмовились від участі своєї команди в чемпіонаті 13 грудня 2021 року через пандемію COVID-19.[5]

## Результати
| Дата       | Команда    | Рахунок | Команда    |
| ---------- | ---------- | ------- | ---------- |
| 03.03.2022 | Кувейт     | 2 : 5   | Малайзія   |
| 03.03.2022 | Іран       | 1 : 13  | Киргизстан |
| 04.03.2022 | Сінгапур   | 2 : 10  | Іран       |
| 05.03.2022 | Сінгапур   | 4 : 0   | Кувейт     |
| 05.03.2022 | Киргизстан | 22 : 1  | Малайзія   |
| 06.03.2022 | Іран       | 9 : 2   | Кувейт     |
| 07.03.2022 | Малайзія   | 3 : 7   | Іран       |
| 07.03.2022 | Киргизстан | 15 : 0  | Сінгапур   |
| 08.03.2022 | Малайзія   | 2 : 8   | Сінгапур   |
| 08.03.2022 | Кувейт     | 0 : 14  | Киргизстан |